# Старшая школа Ихва для девочек
Старшая женская школа Ихва (кор. 이화여자고등학교?, 梨花女子高等學校?, Ихва ёджа котынхаккё) — частная школа для девочек, расположенная в квартале Чондон района Чонгу в Сеуле, Южная Корея. Хотя Старшей женской школой управляет тот же фонд, что и Старшей школой при Женском университете Ихва, основанной в 1958 году, это разные учебные заведения. Школа при Женском университете Ихва находится в округе Содэмунгу и функционирует как демонстрационная школа при педагогическом колледже университета.

## История
Старшая женская школа Ихва изначально называлась просто «школа Ихва», это была миссионерская школа для девочек, которую основала 31 мая 1886 года Мэри Ф. Скрэнтон. Школа расширилась, стала предлагать курсы на уровне университета, в результате чего от неё отделился и Женский университет Ихва. В 1900 году было построено общежитие для персонала и студенток. Нынешний директор Ким Хе Чжон была назначена в феврале 2017 года.

## Учебный процесс
Помимо занятий, все ученицы обязаны вступить в клуб по интересам, которых насчитывается 34.